# 哥尼流 綠頭鴨
哥尼流 綠頭鴨（英語：Mallard)是一款單引擎輕型飛機。其具有十分特殊的配置，無尾和可變迎角的前掠機翼。該機於1943年首飛，並於1944年退役。

## 發展
綠頭鴨是哥尼流航空公司 生產的第三架飛機。前兩架分別是FreWing和LW-1，前兩款飛機皆是傳統佈局。而綠頭鴨是前掠翼飛機，並且其機翼可以在空中調整，但其展弦比更低，前掠明顯。後緣在尖端附近裝有傳統副翼，在機身附近裝有升降舵。綠頭鴨也是一架無水平尾翼的飛機。飛機的其餘部分與傳統佈局相似，有單尾翼和方向舵，在水平對臥四發動機後面有一個可供兩人乘坐的並排駕駛艙。起落架是固定的，而且是尾輪式的。與哥尼流的其他設計一樣，綠頭鴨也是由斯巴達飛機公司製造。

綠頭鴨飛機於1943年8月18日首飛，並由Arthur Reitherman駕駛，儘管一些消息來源表明隨後的18次飛行中大部分由羅馬尼亞特技飛行員亞歷山德魯·帕帕訥駕駛。 首次公開飛行於1943年9月7日進行。據報道，它超重了700lb(320kg），並計劃安裝更強大的引擎。設計師聲稱「綠頭鴨」能夠防止失速和旋轉，儘管後來更大但配置相似的哥尼流 XFG-1，無法恢復的旋轉而墜機，這讓人們對此產生了懷疑。

### 註記
1. 1 2 3
2. 1 2 3 4  Flight January 1990
3. ↑  Flight September 2002
4. ↑  Flight November 1989

### 書籍
- . Flight: 47.   [2023-11-11]. （原始内容存档于2018-03-19）.
- . Flight: 72.   [2023-11-11]. （原始内容存档于2016-03-05）.
- . Flight: 47.   [2023-11-11]. （原始内容存档于2016-03-05）.
- . Flight: 63.   [2023-11-11]. （原始内容存档于2016-03-05）.
- Miles, George. . Flight: 444–7.   [2023-11-11]. （原始内容存档于2016-03-05）.